# Reigersbos (bos)
Het Reigersbos is de broedplaats van een van de oudste reigerkolonies in België. Het domein, gelegen even ten zuiden van de Berendrechtse dorpskern, is slechts 4,3 ha groot, maar herbergt tijdens de lente een 50-tal nesten, goed voor een 350~400 vogels. Dit terwijl er in 1950 nog 355 nesten werden geteld.
De kwaliteit als broedplaats is de laatste decennia echter sterk achteruitgegaan. Door de uitbreiding van de haven nam het aantal voedselrijke zones drastisch af. De aanleg van een afwateringssloot dwars door het domein verstoorde de waterhuishouding van het hele gebied met een nog sterkere achteruitgang van het voedselaanbod als gevolg.
Desalniettemin blijft het domein een populair wandel- en ontspanningsgebied voor de bewoners van Berendrecht en omstreken.